# Mali vjetroagregat
Mali vjetroagregat je po načinu rada uglavnom jednak velikim vjetroagregatima i s razvojem industrije primjenjuju se novi materijali, čime se bitno poboljšala pouzdanost i raspoloživost uređaja. Paralelno s razvojem velikih vjetroagregata počeli su se razvijati i mali vjetroagregati kao zasebno tržište. Iako ovakav sustav zahtijeva prilična početna ulaganja, cijenom je postao konkurentan tradicionalnim izvorima energije, ako se uzme u obzir cijeli životni vijek postrojenja i izuzeće troškova priključka na električnu mrežu. Malim vjetroagregatima se smatraju jedinice do 10 kW, koje su namijenjene zadovoljenu energetskih potreba na razini kućanstva. 
Osim oblika lopatica i njihovog izgleda mali vjetroagregati u odnosu na velike imaju neke posebnosti:
- primjena malih vjetroagregata i njihovi tržišni principi bitno su različiti;
- mali vjetroagregati se obično postavljaju kao samostalne jedinice;
- primjenjuju se raznovrsnija tehnološka rješenja i materijali uključujući opremu za prijenos i pretvorbu energije, a posebnost su i kriteriji za izbor položaja i zahtjevi s obzirom na okoliš;
- pri odluci o ulaganju u mali vjetroagregat, ekonomski pokazatelji i povrat investicije često nisu primarni razlog, nego mnogo različitih čimbenika poput energetske neovisnost, stabilnost cijene energije i osobni doprinos čistijem okolišu;
- veliki proizvođači energije iz vjetra, tj. vjetroelektrane, proizvode električnu energiju namijenjenu priključku na prijenosnu mrežu, dok mali vjetroagregati proizvode električnu energiju na mjestu gdje se i troši što je često jeftinija opcija od tradicionalnih izvora energije, osobito u područjima izdašnim vjetrom;
- primjena i ugradnja malih vjetragregata bi trebala imati i poseban status u smislu drugačijih načina poticaja i dozvolbenih postupaka za gradnju i postavljanje.[1]

## Povijest
Energija vjetra imala je veliku ulogu u razvoju ljudske civilizacije počevši od pogona brodova 5000. pr. Kr. u Egiptu do danas, pa do mljevenja žitarica na području današnjeg Afganistana 2000. pr. Kr. Začeci industrije vjetra svoje korijene imaju u korištenju malih vjetroagregata. Njihova primjena uglavnom se odnosila na potrebe pumpanja vode, odnosno navodnjavanja i elektrifikacije u ruralnim sredinama, u prvoj polovici 20. stoljeća prije nego što se distribucijska mreža razvila dovoljno da električna energija postane dostupna i udaljenim zajednicama. Primjerice, u Danskoj su početkom 20. stoljeća postojale brojne zajednice koje su svoje potrebe za električnom energijom i navodnjavanjem rješavale pomoću energije vjetra s ukupnom instaliranom snagom od oko 30 MW. Prvi takvi agregati obično su imali rotor s više lopatica.
Naftna kriza 1970-tih i 1980-tih godina ponovno je vratila korištenje energije vjetra zbog rasta cijena fosilnih goriva. Nedovoljno razvijen sustav poticaja zaustavio je razvoj i masovniju primjenu. U to vrijeme najveći strojevi su imali snagu od otprilike 150 kW, a kao standard se nametnuo tzv. danski koncept vjetroagregata s tri lopatice. U SAD je tada instalirano na stotine vjetroagregata koji su se, zajedno s proizvođačima koji su preživjeli dokazali kao robustan i pouzdan izvor energije. Početkom 1990-tih u razvoj i istraživanje je mnogo uloženo kako bi se poboljšala učinkovitost i smanjili troškovi. Sve ovo je utjecalo na činjenicu kako je danas industrija vjetra po godišnjem kapacitetu instalirane snage prva u svijetu, s glavninom komercijalnih vjetroagregata snage preko 1 MW. Za primjenu na moru razvijeni su i komercijalni agregati jedinične snage 5 MW.

## Prednosti
Kao jedan od najjeftinijih načina za proizvodnju vlastite električne energije, mali vjetroagregati imaju dobre mogućnosti za još bolji razvoj. Zahtjevima energetske učinkovitosti u zgradarstvu, gdje se u budućnosti očekuje i energetska neovisnost svake novoizgrađene stambene jedinice, energija vjetra se nameće kao nezaobilazno rješenje u zadovoljenu energetskih potreba. Optimalno iskorištavanje strujanja zraka u energetske svrhe potiče na kreativno razmišljanje i usavršavanje postojećih tehnoloških rješenja. Mali vjetroagregati su uz neke posebnosti pri ugradnji, primjenjivi i u visoko urbaniziranim zonama, kao i na osamljenim i udaljenim objektima i zajednicama. Prilagodljivost i raznolikost njihove upotrebe ide u prilog njihovoj masovnijoj uporabi. Korištenje malih vjetroagregata za proizvodnju električne energije višestruko je korisno. Neke od prednosti su: 
- zaštita okoliša;
- energetska neovisnost;
- mali trošak i stabilnost cijena električne energije;
- opskrba udaljenih i izoliranih potrošača;

## Ugradnja malih vjetroagregata
Kako bi se prednosti malih vjetroagregata na pravi način iskoristile, potrebno je spomenuti i neke činjenice o kojima je potrebno voditi brigu pri instalaciji i puštanju u pogon malog vjetroagregata: 
- sigurnost; dugi životni vijek ovakvih postrojenja pokazao je kako su ona vrlo sigurna pouzdana i dugotrajna, međutim pri ugradnji i održavanju je potrebno poduzeti sve sigurnosne mjere zbog visine na kojoj se mali vjetroagregat smješta;
- ekstremni vremenski uvjeti kakvi se znaju pojaviti na jadranskim otocima, poput olujne bure, mogu biti potencijalni problem za male vjetroagregate, kao i mogućnost pojave korozije zbog blizine mora, o čemu se mora voditi računa kod održavanja;
- mjesto ugradnje bi trebalo biti tako određeno da ni na koji načine ne smeta ili ugrožava susjedna imanja. Samostojeća turbina u prostoru mora biti najmanje jednu visinu stupa udaljena do ruba čestice na kojoj se nalazi;
- estetika; vjetroagregati nisu svima prihvatljivi dijelovi prostora, pa se mogu očekivati pritužbe susjeda ili turista. Ovo prvenstveno ovisi o visini stupa, načinu postavljanja, udaljenosti od prometnica i reljefu terena. Za očekivati ja kako će najviše kritika biti u turističkim područjima;
- buka; većina malih vjetroagregata proizvodi buku koja je otprilike slična po intenzitetu buci koju proizvodi prosječan kućanski hladnjak. Već nekoliko metara od mjesta postavljanja malog vjetroagregata tu buku maskira pozadinska buka koju stvara promet i vjetar koji struji preko drveća i drugih struktura u prostoru;
- utjecaj na lokalne ptice u određenim uvjetima može biti negativan iako su brojna istraživanja utvrdila da više ptica strada od kućnih mačaka nego od vjetroagregata. U svakom slučaju sustav treba postaviti što dalje od migracijskih ruta i područja gdje se puno ptica gnijezdi i hrani.

### Energija vjetra
Strujanje zračnih masa karakterizirano je snagom koja je određena gustoćom i brzinom vjetra. Snaga vjetra obično se određuje po jedinici površine sljedećim izrazom: 
P = 0,5 • ρ • v3
gdje su: P – snaga vjetra po jedinici površine (W/m2), ρ – gustoća zraka i v – brzina vjetra. 
Prethodni izraz određuje prirodnu snagu vjetra. No, samo se dio prirodne snage vjetra može iskoristiti, a maksimalni iskoristivi dio određen je Betzovim zakonom, koji kaže kako je moguće maksimalno iskoristiti 59,3 % energije iz vjetra. Iz gornjeg izraza vidljivo je kako najveći utjecaj na snagu vjetra ima njegova brzina. Snaga vjetra proporcionalna je trećoj potenciji brzine, što znači da se povećanjem brzine vjetra njegova snaga mijenja eksponencijalno.
U praksi, vjetar struji preko lopatica vjetroagregata i okreće njegov rotor, odnosno kinetička energija u vjetru se pretvara u mehaničku energiju vrtnje rotora i to samo u određenom rasponu brzina vjetra, najčešće od 3 m/s do 25 m/s. Ovisnost električne snage vjetroagregata o brzini vjetra, koja jako varira i srednja vrijednost brzine za dato mjesto nam ne može reći koju količinu energije naš vjetroagregat može proizvesti. Ipak, kod predviđanja ponašanja vjetra na određenom mjestu, držimo se podataka koje su nam dala mjerenja. Dovoljna je i manja promjena lokacije da bi imali velike promjene u brzini vjetra. Brzinu vjetra mjerimo i aproksimiramo Rayleighovom raspodjelom.
Kako se velika količina energije dobiva pri većim brzinama vjetra, dosta nam energije dolazi u kraćim intervalima, odnosno na mahove, kao i vjetar. Posljedica toga je da vjetroelektrane nemaju stalnu snagu na izlazu kao što to imaju npr. termoelektrane, te postrojenja koja napajaju vjetroagregati moraju imati osiguranu proizvodnju električne energije i iz nekog drugog izvora. Stalnost snage kod vjetroelektrana bi nam mogao osigurati napredak u tehnologijama koje se bave spremanjem energije tako da možemo koristiti energiju koju smo dobili za jačeg vjetra onda kada ga nema.

### Položaj malog vjetroagregata
Najvažniji utjecaj za bilo koji položaj, na kojoj se planira ugraditi mali vjetroagregat je srednja godišnja brzina vjetra. Mali vjetroagregati su obično smješteni u područjima u kojima je srednja godišnja brzina mala, poput blizine gradskih područja i različitih prepreka strujanju zraka, što je osnovni problem malih sustava. Unatoč ovim problemima, oduševljenje u korištenju malih vjetroagregata za proizvodnju energije je sve veći. Novi razvoj malih vjetroagregata, koji se ugrađuju na krovove kuća, imaju rotor promjera do dva metra, a nazivna snaga im je od 0,5 do 3 kW. Cijena instalacije ovakvog vjetroagregata je oko 30 000 kuna. Tipični su stupovi visine 3 - 5 metara.  Mali vjetroagregati koji se ugrađuju samostalno su snage i do 10 kW, a stupovi su uglavnom preko 15 m visine ovisno o blizini prepreka strujanju. 
Mali vjetroagregati se mogu koristit u primjenama skupa s priključkom na električnu mrežu, gdje im je glavna svrha ušteda energije i smanjenje energetske ovisnosti o mrežnom priključku, a također mogu biti spojeni u otočni sustav, čime se nastoji postići osiguranje opskrbe električnom energijom za izolirane zajednice ili kućanstva koja nemaju priključak na elektroenergetski sustav.

### Vrste malih vjetroagregata
Postoje brojni oblici vjetragregata na kojima je obavljen niz testiranja, na gotovo svim mogućim konceptima, s ciljem postizanja što je veće moguće snage, uz najmanju cijenu i uz najveću moguću pouzdanost korištenjem zračnih tunela i računalnih simulacija. U konačnici, testovima je dokazano kako je koncept vjetroagregata s horizontalnom osi vrtnje rotora, najbolji za komercijalno iskorištavanje. 
Jedna od posebnosti malih vjetroagregata je i njihova raznovrsnost u odnosu na velike vjetroagregate, gdje dominiraju rotori s horizontalnom osi vrtnje i tri lopatice rotora vjetroturbine. Mali vjetroagregati se mogu podijeliti na dvije osnovne podvrste: 
- s horizontalnom osi vrtnje rotora
- s vertikalnom osi vrtnje rotora

Vjetroagregati s horizontalnom osi vrtnje rotora imaju vratilo generatora paralelno sa zemljinom površinom. Njihova posebnost je što se samousmjeravaju u odnosu na smjer puhanja vjetra. Pri ugradnji zauzimaju vrlo malo prostora na tlu i mehanički su jednostavni. Većina vjetroagregata dostupnih na tržištu ima ovakvu konstrukciju. 
Vjetroagregati s vertikalnom osi vrtnje imaju vratilo okomito na zemljinu površinu. Jednako su osjetljivi i trenutno prilagodljivi na puhanje vjetra iz bilo kojeg smjera. Na tlu zauzimaju nešto veću površinu za montažu i učvršćivanje stupa. Danas postoji nekoliko proizvođača koji su vjerni ovom konceptu primjenjivom isključivo na malim vjetroagregatima. 
Osim ova dva klasična pristupa, neki proizvođači novim idejama pokušavaju na najbolji način iskoristit prednosti oba koncepta i konstruirati uređaje koji postižu puno veću učinkovitost nego konvencionalni mali vjetroagregati. U većini slučajeva, puno se pozornosti poklanja obliku lopatica rotora vjetragregata, kako bi se na najbolji način iskoristilo strujanje zraka. Teorijsko znanje iz mehanike fluida, računalne simulacije kao i praktični primjeri iz zrakoplovne industrije, uvelike su pomogli pri konstruiranju ovakvih uređaja.

### Dijelovi malih vjetroagregata
Svaki mali vjetroagregat sastoji se od nekoliko osnovnih dijelova: 
- rotor vjetragregata se sastoji od lopatica koje su pričvršćene za glavčinu, odnosno vratilo koja povezuje rotor i reduktor. Moderne lopatice su oblikovane vrlo slično kao i zrakoplovna krila, a uglavnom su izrađene od stakloplastike ili metala. Zrak struji preko njih i zbog razlike brzina na privjetrinskoj i zavjetrinskoj strani nastaje potisna sila na lopaticu, odnosno kinetička energija strujanja vjetra se pretvara u mehaničku energiju vrtnje rotora. Promjer rotora vjetroturbine određuje koliko će se energije iz vjetra pretvoriti u mehaničku energiju vrtnje;
- reduktor je uređaj koji usklađuje brzinu vrtnje rotora vjetroagregata i brzinu koja je potrebna za vrtnju generatora. Većina uređaja koji imaju snagu manju od 10 kW nema reduktor, a za ispravljanje napona koji generator proizvodi koristi se regulatori napona;
- električni generator je uređaj koji mehaničku energiju vrtnje rotora pretvara u električnu energiju;
- gondola je kućište u kojem se nalazi generator, a svrha joj je zaštita generatora;
- repno krilo služi za usmjeravanje rotora vjetroagregata u vjetar. To je jednostavni dio koji obično na malim vjetragregatima zamjenjuje servo motore, odnosno mehanizam koji zakreće rotor u vjetar;

Osim ovih osnovnih dijelova sustava, mali vjetroagregati se obično isporučuju sa stupom koji mora biti projektiran tako da zadovolji ekstremne uvjete vjetra i otpornost na nepovoljne vremenske uvjete poput tuče i leda. Za male sustave ti stupovi su obično robusni, cjevasti nosači što omogućuje ugradnju vjetragregata na njegov vrh na zemlji, a podižu se pomoću električnog vitla, sistemom poluge. Mogu imati sigurnosne čelične užadi, što ih čini vrlo stabilnima i sigurnima za održavanje i rad vjetroagregata.

### Uređaji za prilagodbu oblika napona
Izlazni naponi iz malih vjetroagregata u pravilu se razlikuje od napona potrebnih za punjenje akumulatora (spremnika energije) i potrošača. Mali vjetroagregati mogu proizvoditi istosmjernu ili izmjeničnu električnu energiju. Ovisno o korištenom generatoru u vjetroagregatu, izlazni naponi se mogu kretati u velikom rasponu. Zbog male količine raspoložive energije, potrebno je prilagoditi oblik i veličinu električnog napona i struje sa što manjim gubicima energije. Izmjeničnu električnu energiju obično koriste uređaji poput hladnjaka, štednjaka, klimatizacijskih uređaja i priručnih alata, odnosno većine uređaja koji se koriste u kućanstvu i malom poduzetništvu. Kvaliteta dobivene izmjenične električne energije, odnosno pravi sinusni signal, je vrlo važna za napajanje osjetljivih uređaja poput računala. Uređaji poput TV prijemnika, radio prijemnika, računala i ostalih elektroničkih uređaja, svoj rad baziraju na istosmjernim naponu, tradicionalno su zbog jednostavnosti izvedeni za rad s izmjeničnim naponom, no dostupni su i u varijantama za rad s istosmjernim naponom. Zbog male količine raspoložive energije, potrebno je prilagoditi oblik i veličinu električnog napona i struje sa što manjim gubicima energije. Uređaji za prilagodbu napona su najčešće elektronički uređaji koje je, prema funkciji moguće podijeliti na sljedeće: 
- kontroler punjenja: ovi uređaji služe za kontrolu punjenja akumulatora. Najčešće su to jednostavni elektronički uređaji koji kontroliraju isključivo punjenje akumulatora, bez utjecaja na ulaznu električnu veličinu (npr. bez utjecaja na radnu točku fotonaponske ploče). Koriste se za jednostavnije aplikacije poput automatskih mjernih postaja i SOS telefona, gdje je količina potrebne energije već zadovoljena s električnim karakteristikama izvora i nije potrebna točna regulacija snage.
- DC - DC pretvarač: služi za prilagodbu (pretvaranje) jedne razine istosmjernog napona u drugu, potrebnu za rad uređaja i/ili punjenje akumulatora, s dovoljnom učinkovitosti pretvorbe. Ovakvi uređaji najčešće kontroliraju ulazne veličine poput postavljanja fotonaponskog polja u radnu točku maksimalne snage, te izlazni naponi ovih uređaja odgovaraju standardnim naponima akumulatorskih banki od 12, 24, 36 i 48 V.
- DC - AC pretvarač: služi za pretvaranje istosmjernog oblika napona u izmjenični, potreban za rad uređaja koji koriste izmjenični napon. Ulazni istosmjerni napon može biti izlaz iz vjetroagregata, te napon iz akumulatorske banke. Slično kao i DC - DC pretvarač, najčešće ima kontrolu ulazne veličine, ako na ulazu koristi vjetroagregat. Zbog načina transformacije istosmjernog napona u izmjenični, ovi uređaji se nazivaju izmjenjivačima, pretvaračima ili inverterima.

- AC-DC pretvarač: pretvaraju izmjenični napon u istosmjerni, a nužni su na primjer za punjenje baterija ako je napajanje izmjenično. Ti uređaji se nazivaju ispravljači.

Konačan korišteni uređaj za prilagodbu napona može se sastojati od više različitih prikazanih uređaja uklopljenih u jednu cjelinu, te se nazivati prema njegovoj osnovnoj funkciji. Tako se npr. u složenim samostalnim sustavima javlja potreba za prilagodbom istosmjernih napona s vjetroagregata na istosmjerni napon potreban za punjenje akumulatora, dok je istovremeno napon iz akumulatora potrebno pretvoriti u izmjenični oblik za napajanje trošila. Tada se takav uređaj naziva izmjenjivač, iako osim samog izmjenjivača sadrži i DC-DC pretvarač i kontrolor punjenja akumulatora.

### Spremnici energije
Zbog prirode energije vjetra koju nije moguće predvidjeti na vremenskoj mikroskali, te također potrebe za energijom koja se ne mora nužno poklapati na vremenskoj razini s dostupnim energetskim izvorima, električnu energiju proizvedenu pomoću vjetroagregata, kod samostalnih sustava je potrebno pohraniti u spremnike energije. Elektrokemijski akumulatori, odnosno punjive baterije su najrašireniji spremnici energije, ali osim njih se mogu koristiti zamašnjaci, podignuti rezervoari tekućine (potencijalna energija), superkondenzatori te ostali, manje rašireni sustavi. 
Zbog svoje jednostavnosti, dostupnosti, raširenosti i relativno laganog održavanja najrašireniji korišteni spremnik energije u autonomnim sustavima su elektrokemijski akumulatori (punjive baterije). Na tržištu postoji veliki broj raznih tipova akumulatora, ovisno o primjeni. Najraširenije u primjeni su olovni akumulatori koji se tradicionalno koriste kao spremnik električne energije za zahtjevnije sustave. Za napajanje manjih uređaja, raširena je upotreba akumulatora na bazi nikla (nikal-kadmij i nikal-metal-hidrid akumulatori) koji se u zadnjih par godina zamjenjuju akumulatorima na bazi litija (litij-ion, litij-polimer, te u zadnje vrijeme i litij-željezo-fosfat). Od ostalih tehnologija akumulatora značajno je spomenuti RedOx akumulatore. Osnovni zahtjevi koji se postavljaju za akumulatore su dugi životni vijek, malo samopražnjenje, visoka efikasnost punjenja, niska cijena i jednostavno održavanje. 
Olovni akumulatori najraširenije su korišteni elektrokemijski akumulatori. Osim klasičnog olovnog akumulatora s elektrolitom, koji se koristi kod vozila, postoji i cijeli niz drugih tipova olovnih akumulatora, koji omogućuju duboko pražnjenje, te se koriste u samostalnim sustavima. Najznačajniji predstavnici su suhi olovni akumulator i olovni akumulator s gelom. Ovi akumulatori su hermetički zatvoreni, te im nije potrebno mijenjati elektrolit, kao kod automobilskih akumulatora, što pojednostavljuje održavanje, ali zahtijevaju strožu kontrolu punjenja. Zbog primjene i u samostalnim sustavima napajanja s fotonaponskim pločama, ovaj tip akumulatora često se naziva i sunčeva baterija.

## Sunčev kombiniran sustav za jadranske otoke
Mediteransko okružje jamči znatan broj sunčanih dana i u zimskim mjesecima, a lokalna, priobalna cirkulacija osigurava dovoljno vjetra čak i u ljetnim mjesecima, čime se osigurava električna energija upravo onda kad je potrebna. Za slučajeve kada nema Sunca i ne puše vjetar, što se zna dogoditi za mirnih ljetnih noći, izvor energije su baterije koje se pune danju i kad puše dovoljno vjetra. 
Optimalni sustav za primjenu na otoku Krku bi bio:
- fotonaponski sustav instalirane snage 2,2 kW
- mali vjetroagregat instalirane snage 3 kW (20 m stup)
- spremnici energije (baterije) 4 x 2500 Ah 2 V
- pretvarač (inverter) instalirane snage 5 kW

Odabrana inačica optimiranog sustava proizvodi 8816 kWh godišnje, dok su potrebe za energijom 5051 kWh. Sustav je prema tome u stanju isporučiti i više energije nego što je to potrebno. Vremenska neusklađenost proizvodnje i potrošnje uzrok je nemogućnosti iskorištavanja dijela energije kad ona nije potrebna. Taj višak energije se može iskoristiti za zagrijavanje vode, odnosno grijanje ili hlađenje prostora. Optimiranjem su dobiveni troškovi početnog ulaganja u sustav, u rasponu od 82 698 do 129 6390 kuna.